# Prinses Irene Brigade
La Koninklijke Nederlandse Brigade "Prinses Irene" (letteralmente Brigata reale olandese "Principessa Irene" in lingua olandese), meglio nota come Prinses Irene Brigade, fu una brigata di fanteria motorizzata dell'Esercito olandese, costituita nel gennaio 1941 dal Governo in esilio dei Paesi Bassi dopo l'invasione tedesca del paese durante la seconda guerra mondiale.
Creata nel Regno Unito con personale militare sfuggito all'invasione tedesca e cittadini olandesi residenti all'estero, la brigata fu schierata sul fronte occidentale nell'agosto 1944, prendendo parte alle operazioni finali della battaglia di Normandia e poi alla liberazione della Francia settentrionale e del Belgio, aggregata a vari reparti britannici del 21st Army Group.
Rientrata nel territorio dei Paesi Bassi alla fine di settembre 1944, la brigata partecipò agli scontri dell'operazione Market Garden
e dell'operazione Pheasant, per poi essere schierata in posizione difensiva in Zelanda. Dopo alcuni ultimi scontri nella zona di Hedel nell'aprile 1945, la brigata liberò L'Aia l'8 maggio 1945 al termine delle ostilità in Europa. L'unità fu poi sciolta il 13 luglio 1945 e il suo personale riassegnato ad altri reparti del ricostituito Esercito olandese.

## Storia

### Creazione

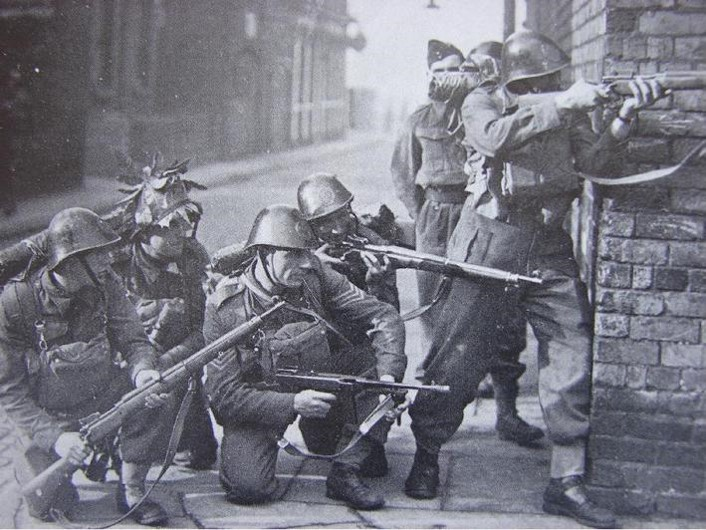
Soldati olandesi si addestrano in Inghilterra nel 1940; gli elmetti sono ancora quelli dell'Esercito olandese d'anteguerra, ma armi e uniformi sono di origine britannica

Il 10 maggio 1940, nell'ambito della più ampia offensiva generale sul fronte occidentale della seconda guerra mondiale (nome in codice "Fall Gelb"), la Wehrmacht tedesca lanciò un'invasione su vasta scala dei Paesi Bassi, fino a quel momento attenutisi alla più stretta neutralità. L'Esercito olandese (Koninklijke Landmacht) era numeroso ma dotato di equipaggiamenti obsoleti, e fu rapidamente travolto dalle forze tedesche: dopo quattro giorni di duri combattimenti, il 14 maggio il comandante in capo delle forze olandesi, generale Henri Winkelman, firmò la resa. Ad ogni modo, la regina Guglielmina dei Paesi Bassi, la famiglia reale e i principali esponenti del gabinetto del primo ministro Dirk Jan de Geer ripararono a Londra dove costituirono un governo in esilio dei Paesi Bassi, ben intenzionati a continuare la lotta contro la Germania nazista a fianco degli Alleati.
Durante le fasi finali della campagna di Francia, un certo numero di soldati olandesi di varia provenienza era riuscito a farsi evacuare in Gran Bretagna dai porti francesi. Il personale olandese fu radunato dalle autorità britanniche in un accampamento vicino Porthcawl in Galles, che entro la fine di giugno 1940 arrivò a ospitare 1460 militari (120 ufficiali, 360 sottufficiali e 980 soldati). Dopo un periodo di incertezza iniziale, i britannici fornirono armi e vestiario e iniziarono a mettere assieme un primo reparto organizzato con la denominazione di "Distaccamento truppe reali olandesi in Gran Bretagna" (Detachment Koninklijke Nederlandse Troepen in Groot-Britannië); il maggior generale Noothoven van Goor fu nominato ispettore generale delle truppe olandesi in esilio, e alla fine di luglio il principe consorte Bernhard van Lippe-Biesterfeld passò in rassegna il reparto.

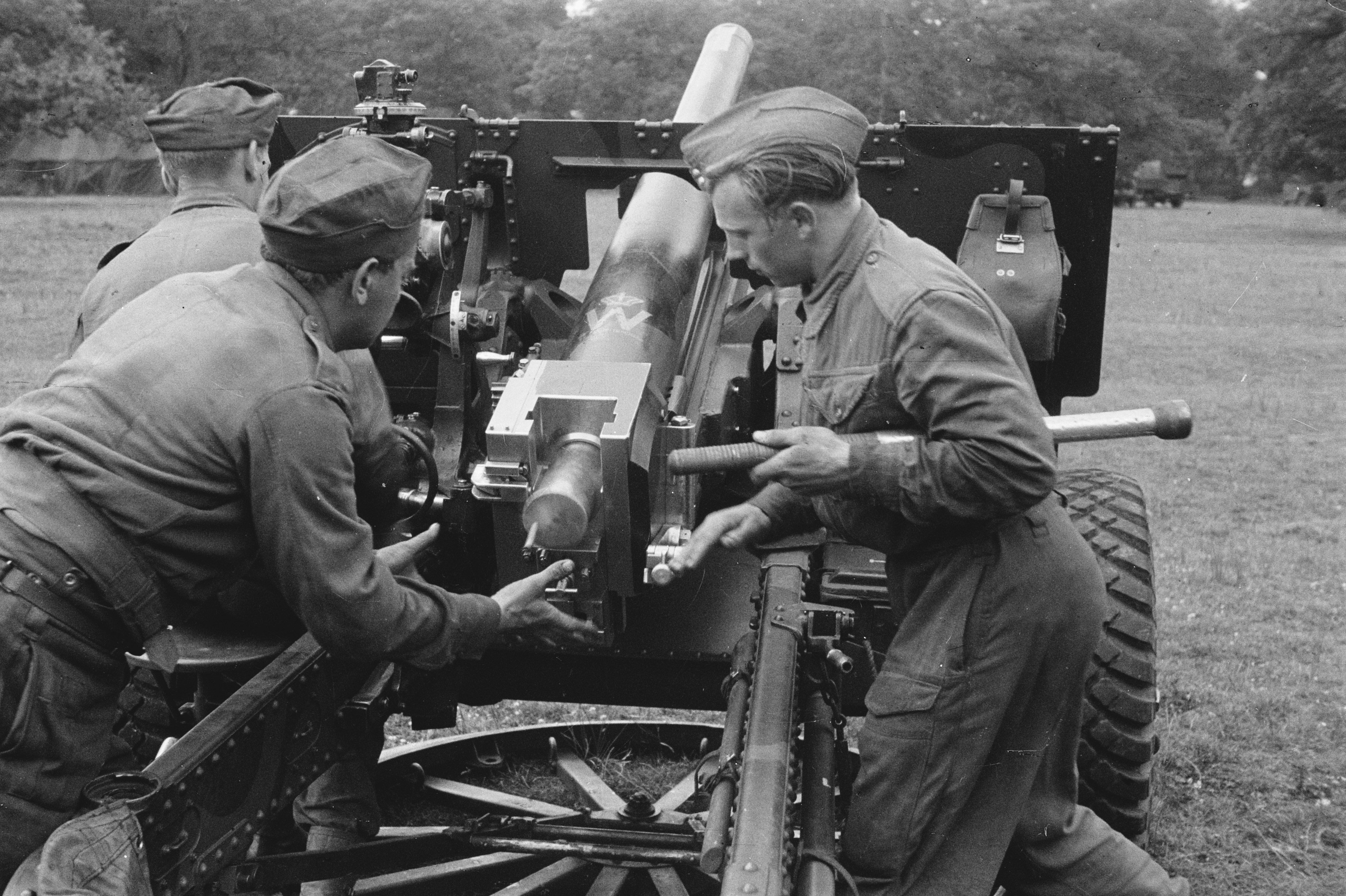
Artiglieri della brigata si addestrano su un pezzo Ordnance QF 25 lb nel 1943

Al fine di rinforzare i ranghi e costituire un reparto più consistente, il 27 maggio 1940 il governo in esilio emanò una chiamata alle armi di tutti i cittadini olandesi in età di leva residenti in Gran Bretagna, proclama poi esteso l'8 agosto seguente agli olandesi residenti in Irlanda del Nord, Canada, Sudafrica, Stati Uniti d'America e altri paesi. Il numero di nuove reclute così ottenuto fu tuttavia notevolmente basso, ammontando ad appena 1242 uomini: diversi cittadini olandesi preferirono arruolarsi volontari nelle forze armate dei paesi di residenza (soprattutto in Canada e negli Stati Uniti), oltre al fatto che molti dei richiamati si rivelarono inadatti al servizio militare; molte nuove reclute furono destinate ai reparti dell'aviazione e della marina olandese, oppure inviate a rinforzo della guarnigione delle Indie orientali olandesi.

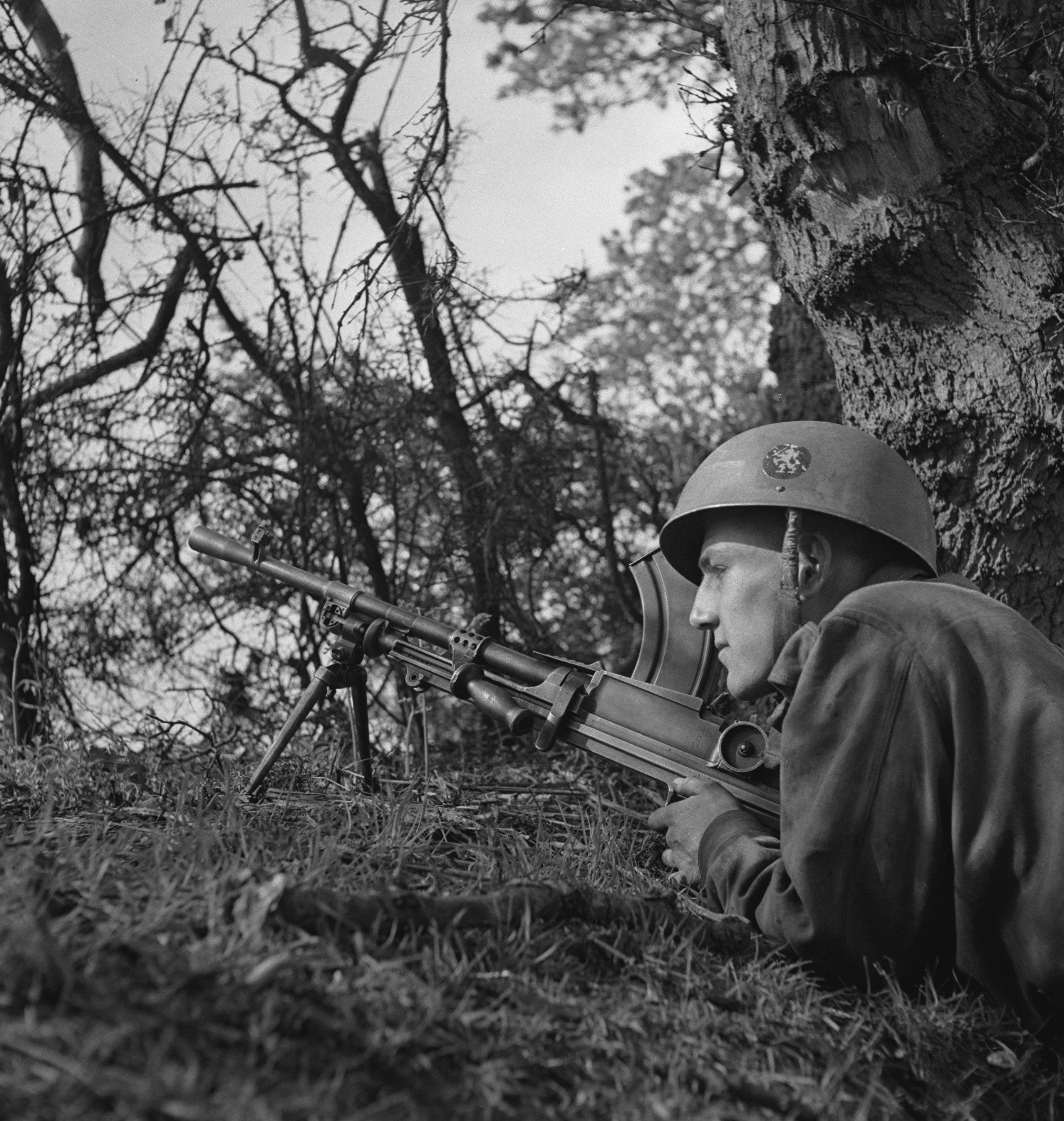
Un mitragliere della brigata in addestramento in Inghilterra nel 1944; l'arma è un Bren di origine britannica

Ad ogni modo, i piani per ampliare il "Distaccamento" delle truppe olandesi in Gran Bretagna andarono avanti e, l'11 gennaio 1941, l'unità assunse la designazione ufficiale di "Brigata reale olandese" (Koninklijke Nederlandse Brigade), con un organico di 1584 uomini al comando del colonnello H.J. Phaff. A dispetto della designazione di "brigata", tuttavia, l'unità era più che altro un battaglione rinforzato, annoverando un organico basato su un piccolo stato maggiore, un battaglione di fanteria, un battaglione deposito, un battaglione da ricognizione dotato di autoblindo e sezioni di trasporti, officina, sanità e polizia militare. Nel maggio 1941 l'unità si trasferì a Wrottesleypark, circa quattro chilometri da Wolverhampton, che divenne la sua caserma definitiva; in agosto l'organico venne ristrutturato sciogliendo il battaglione da ricognizione e trasformandolo in un secondo battaglione di fanteria, e l'intera unità venne quindi intitolata in onore della nipote della regina Guglielmina, la principessa Irene di Orange-Nassau, assumendo la designazione di Koninklijke Nederlandse Brigade "Prinses Irene" o semplicemente "Prinses Irene Brigade". Il 6 gennaio 1942 il comando della brigata passò al tenente colonnello Albert Cornelis de Ruyter van Steveninck.
Le vicende organiche dell'unità continuarono a essere travagliate. Nel settembre 1941 circa 250 uomini furono tratti dall'organico della brigata e inviati di guarnigione nel Suriname olandese, mentre nel gennaio 1942, dopo l'inizio dell'invasione giapponese delle Indie olandesi, un distaccamento di 150 uomini fu inviato a Ceylon nel tentativo di rinforzare la guarnigione della colonia; nel marzo 1942 la sezione di polizia militare, forte di 69 uomini, venne sottratta dal controllo della brigata e trasformata nella guardia personale della regina Guglielmina, mentre diverse reclute si offrirono volontarie per formare la troop olandese del No. 10 (Inter-Allied) Commando o rinforzare i reparti di aviazione della Royal Air Force britannica composti da personale olandese. Nel gennaio 1943 la brigata, i cui effettivi erano scesi a 1428 uomini, venne ristrutturata su un organico più multiarma, al fine di costituire un quadro esperto da ampliare poi con nuove reclute una volta che i Paesi Bassi fossero stati liberati: il nuovo organico comprendeva uno stato maggiore di brigata, tre compagnie di fanteria motorizzata designate come "Gruppi da combattimento" (ciascuna con un organico di 249 uomini), uno squadrone da ricognizione dotato di autoblindo Humber e Dingo (132 uomini), una batteria di artiglieria dotata di sei cannoni Ordnance QF 25 lb (92 uomini), una sezione trasmissioni e una sezione di manutenzione.

### Impiego al fronte

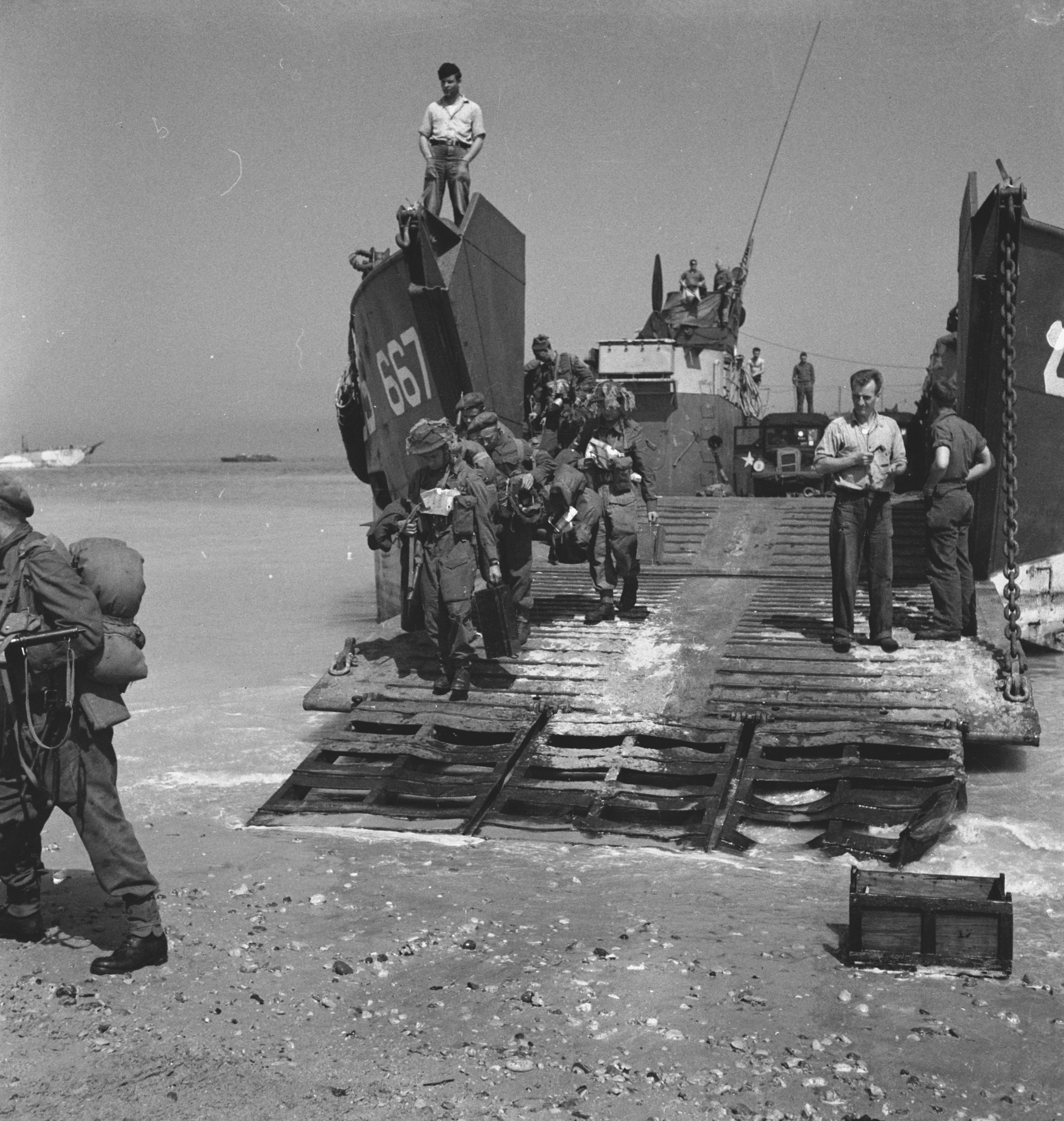
Elementi della brigata prendono terra in Normandia da un mezzo da sbarco nell'agosto 1944

Nel corso del 1943 la brigata si addestrò con regolarità insieme alle unità britanniche dell'appena costituito 21st Army Group, cui era organicamente subordinata, oltre a svolgere incarichi di sorveglianza e difesa costiera a Dovercourt e Frinton-on-Sea nell'Essex; nell'aprile 1944 l'organico della brigata venne rinforzato dall'aggiunta di un distaccamento di 101 fanti di marina olandesi del Korps Mariniers, recentemente addestrati presso la base di Camp Lejeune negli Stati Uniti. Inserita nel dispositivo alleato dell'operazione Overlord, alla fine di giugno la Prinses Irene Brigade venne radunata in un accampamento nei pressi di Narborough e riequipaggiata in vista di un suo schieramento nella testa di ponte stabilita in Normandia. La brigata fu quindi trasferita in Francia il 6 agosto 1944, divisa in più scaglioni: i tre Gruppi da combattimento furono sbarcati nel Mulberry Harbour di Arromanches-les-Bains, mentre le altre unità presero terra sulla spiaggia di Courseulles-sur-Mer da mezzi da sbarco.
La brigata fu riunita l'8 agosto a Cresserons e quindi trasferita al fronte il 12 agosto seguente: unitamente alla Brigata belga indipendente, la Prinses Irene Brigade fu aggregata alla 6th Airborne Division, schierata a est del fiume Orne e incaricata di difendere l'estremo fianco orientale della testa di ponte alleata in Normandia. Davanti ai primi segni di cedimento del nemico, dati dalla prossima chiusura della sacca di Falaise più a sud, il 17 agosto la 6th Airborne Division iniziò un'offensiva generale alla volta delle sponde della Senna; la Prinses Irene Brigade, schierata sul fianco sinistro della divisione britannica quasi a contatto della costa della Manica, liberò il villaggio di Varaville il 20 agosto dopo aver facilmente superato le difese tedesche, per poi spingersi il giorno successivo a Perriers-la-Campagne e quindi ad Annebault il 22 agosto. Il 24 agosto, mentre il resto della brigata procedeva su Pont-l'Évêque, un'unità ad hoc composta dallo squadrone da ricognizione e da due gruppi da combattimento venne spinto in avanti in direzione di Pont-Audemer per catturare il locale ponte sul fiume Risle e intrappolare i tedeschi sulla sponda occidentale; la manovra tuttavia sfumò perché i tedeschi si erano già ritirati in massa oltre la Senna lasciandosi dietro solo piccole retroguardie.

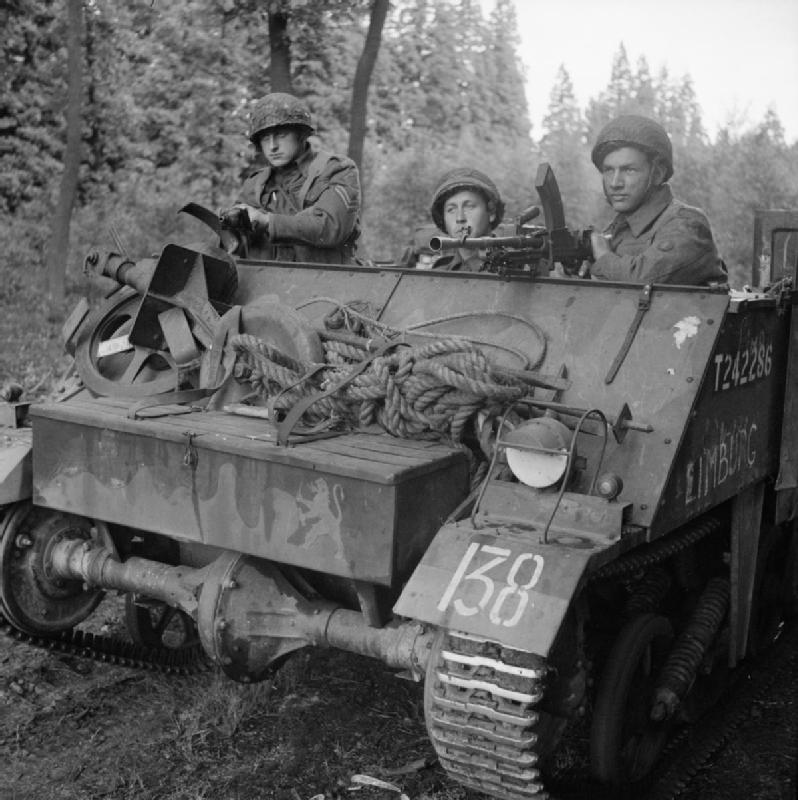
Un Loyd Carrier della brigata durante l'avanzata attraverso il Belgio nel settembre 1944

Alla fine di agosto 1944 la Prinses Irene Brigade era schierata a Colletot sul basso corso della Senna; gli olandesi passarono il fiume il 2 settembre e ripresero l'inseguimento dei reparti tedeschi, in fuga disordinata verso est attraverso la Francia settentrionale e il Belgio. Dopo il richiamo in Gran Bretagna della 6th Airborne Division, la brigata fu brevemente subordinata al controllo della 49th (West Riding) Infantry Division britannica in procinto di attaccare Le Havre, ma il 4 settembre fu ritrasferita sotto l'egida della Guards Armoured Division e incaricata di raggiungere Diest in Belgio; durante il trasferimento, la brigata sostenne uno scontro con una retroguardia tedesca a Lovanio subendo vittime e perdite di veicoli. Il 7 settembre gli olandesi difesero da contrattacchi tedeschi il ponte di barche appena allestito dalla Guards Armoured Division sul Canale Alberto, mentre il 9 settembre sostennero alcuni combattimenti nella zona di Beringen per poi passare sotto il comando della 50th (Northumbrian) Infantry Division ed essere schierati sulla linea del fronte a Houthalen.

### Ritorno in patria

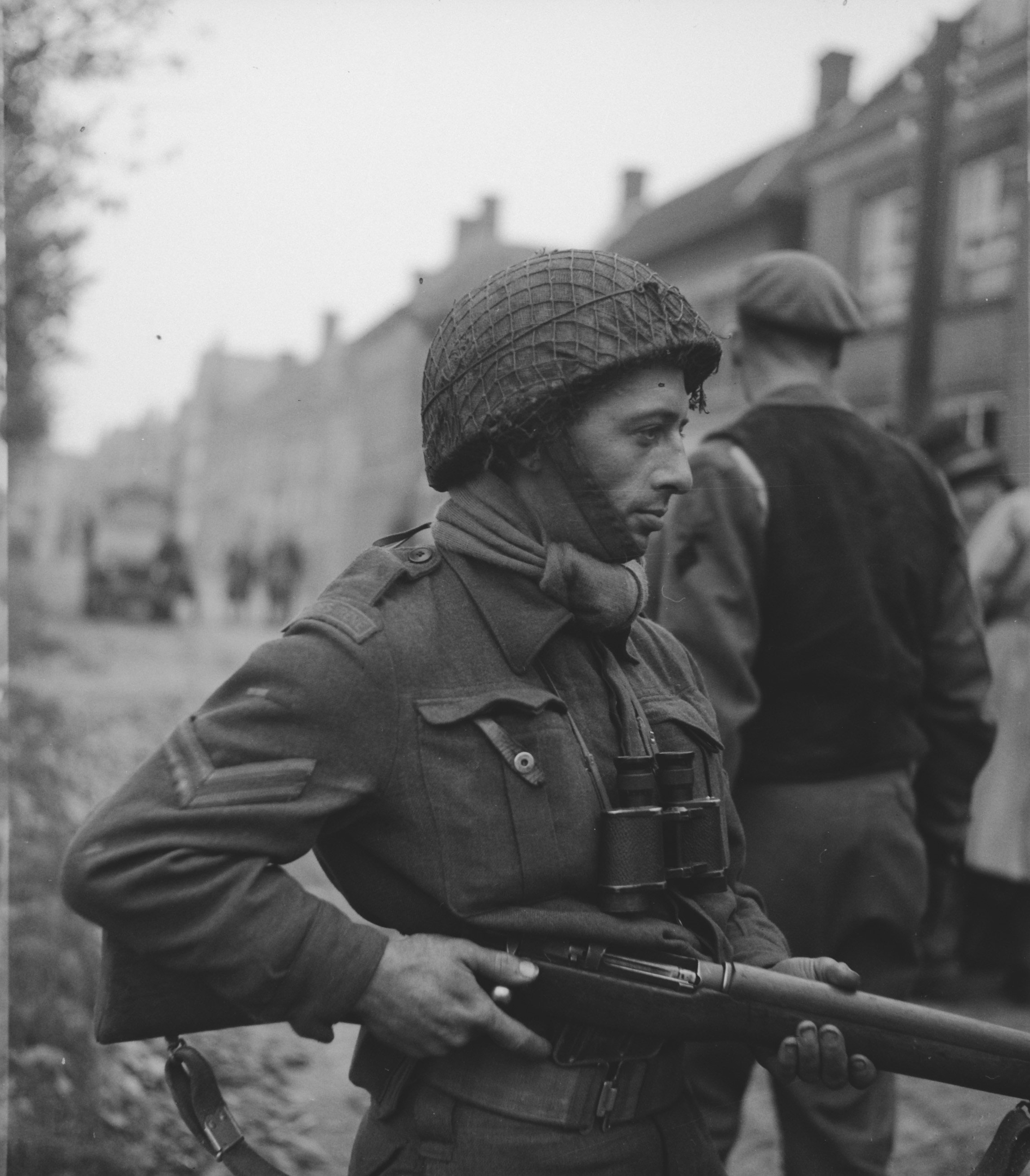
Un soldato della brigata durante le operazioni sul suolo patrio nel novembre 1944

Il 16 settembre 1944 la Prinses Irene Brigade fu assegnata all'operazione Market-Garden, una massiccia offensiva meccanizzata e aviotrasportata degli Alleati nel sud dei Paesi Bassi, venendo subordinata direttamente al XXX Corps britannico. Il 20 settembre la brigata attraversò il canale Schelda-Mosa e, a mezzanotte, superò la frontiera tra Belgio e Paesi Bassi a Borkel en Schaft, rientrando per la prima volta in patria; in seguito, l'unità avanzò fino a Eindhoven e quindi Grave, dove fu incaricata della sorveglianza del locale ponte sulla Mosa catturato dai reparti alleati. Nelle settimane seguenti la brigata rimase schierata nella zona di Eindhoven sostenendo pattugliamenti e scontri su piccola scala contro i tedeschi, compresi combattimenti fratricidi con reparti della 34. SS-Freiwilligen-Grenadier-Division "Landstorm Nederland", composta da volontari olandesi.
Il 17 ottobre la Prinses Irene Brigade fu riassegnata al XII Corps britannico e si schierò a Oerle in vista dell'operazione Pheasant, una massiccia offensiva alleata nel Brabante Settentrionale: affiancata alla 51st (Highland) Division, la brigata sferrò il 25 ottobre un'offensiva in direzione di Tilburg, ma fu bloccata per due giorni dalla dura resistenza dei tedeschi lungo le sponde del torrente Oude Ley; Tilburg fu poi liberata da reparti britannici il 27 ottobre, e gli olandesi si spostarono quindi a Maasbrug e poi Gilze en Rijen dove si attestarono a difesa. Il 5 novembre la brigata avanzò verso nord fino ad attestarsi a Waalwijk, dove rimase fino all'11 novembre quando ricevette l'ordine di rischierarsi nella Zelanda più a ovest, regione appena liberata dalle forze alleate; qui, la brigata fu incaricata di compiti di guardia nella zona di Walcheren e Noord-Beveland sotto la direzione della 52nd (Lowland) Infantry Division, svolgendo nei mesi seguenti unicamente operazioni difensive.

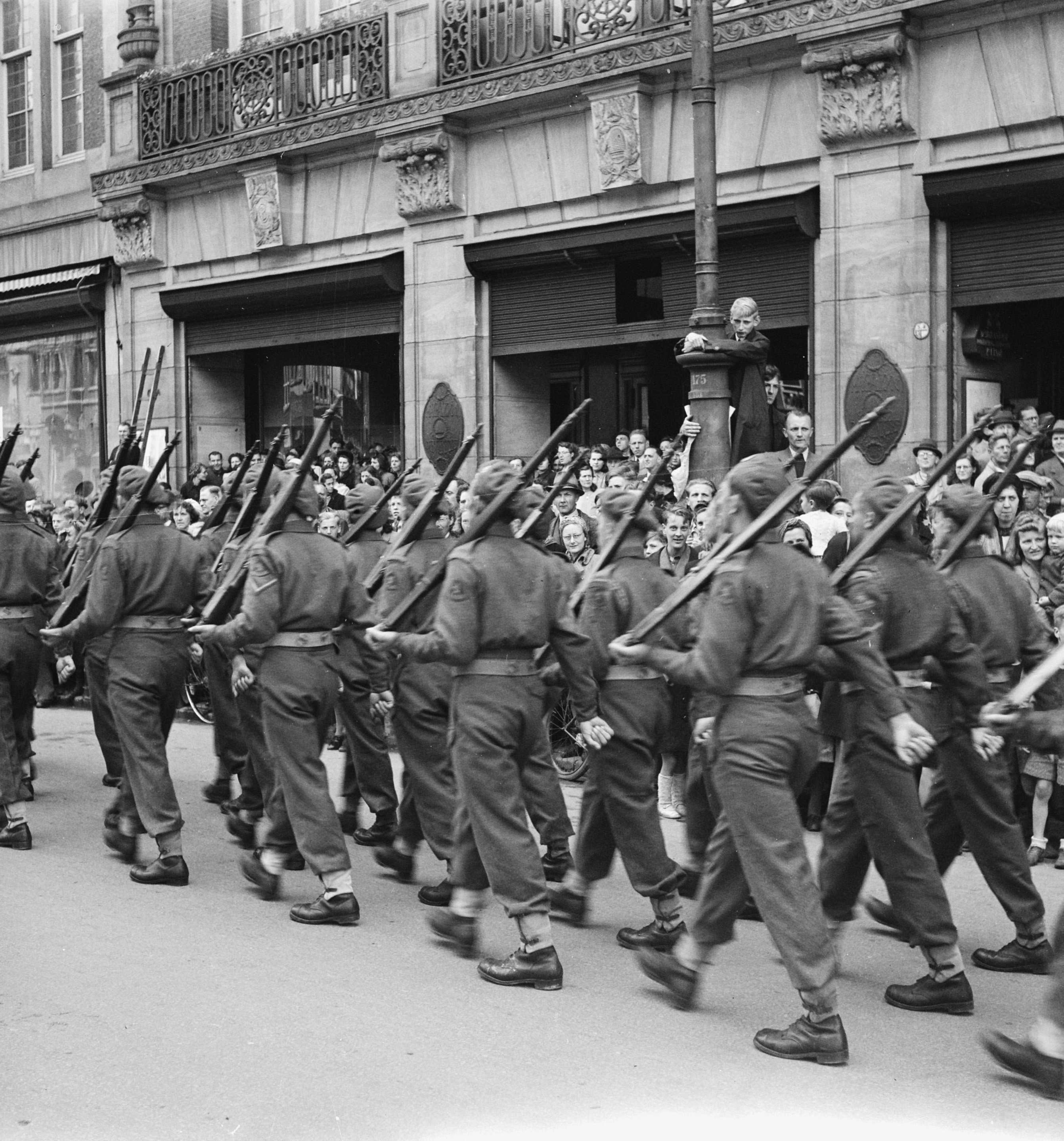
Un reparto della brigata sfila ad Amsterdam durante la parata per la vittoria del 31 maggio 1945

Alla fine di marzo 1945 l'organico della Prinses Irene Brigade subì vari cambiamenti: il reparto di fanti di marina fu sottratto dal controllo della brigata e inviato negli Stati Uniti in vista di un suo impiego nel Sud-est asiatico, mentre lo squadrone di autoblindo da ricognizione venne sciolto; integrando il primo personale reclutato nelle regioni olandesi liberate e addestrato da una compagnia di formazione allestita a Bergen op Zoom, la brigata aumentò a quattro i suoi Gruppi da combattimento di fanteria. Dopo questa riorganizzazione, la brigata fu spostata il 14 aprile lungo il fronte principale nella zona compresa tra 's-Hertogenbosch ed Heusden, venendo incorporata nello schieramento della 116th Infantry Brigade britannica. Ricevuto il compito di sgombrare dal nemico la regione del Bommelerwaard, la sera del 22 aprile la brigata attraversò il corso della Mosa tra Hedel e Ammerzoden, respingendo poi vari contrattacchi tedeschi e consolidando la posizione; constatato che il Bommelerwaard era ancora saldamente tenuto dai tedeschi, il 26 aprile il comando britannico ordinò però agli olandesi di ritirarsi da Hedel e ritornare sulle posizioni iniziali a sud della Mosa.

### La fine
Il 5 maggio 1945, con l'entrata in vigore della Convenzione di Luneburgo, tutte le forze tedesche nei Paesi Bassi si arresero agli Alleati. Il 6 maggio la Prinses Irene Brigade attraversò la Mosa e raggiunse Wageningen, dove ricevette istruzione di proseguire in direzione de L'Aia; l'8 maggio la brigata fece il suo ingresso in città, accolta da folle in festa di civili olandesi. Il 31 maggio la brigata partecipò ad Amsterdam a una parata celebrativa della vittoria con altri reparti degli Alleati. Il 3 luglio 1945 la bandiera della brigata venne insignita dell'Ordine militare di Guglielmo, la più alta onorificenza dei Paesi Bassi; nell'ambito della riorganizzazione del nuovo esercito olandese, il 13 luglio la Prinses Irene Brigade fu ufficialmente sciolta dopo un'ultima parata commemorativa, e il suo personale riassegnato ad altre unità.
Le tradizioni della brigata sono portate avanti dal Garderegiment Fuseliers Prinses Irene, creato il 15 aprile 1946 e ancora in forza nei ranghi dell'Esercito olandese.